# Teglata in Numidia
Teglata in Numidia (łac. Diocesis  Teglatensis in Numidia) – stolica historycznej diecezji we Cesarstwie rzymskim w prowincji Numidia zlikwidowana w VII w. podczas ekspansji islamskiej, współcześnie w północnej Algierii. Obecnie katolickie biskupstwo tytularne. 

## Biskupi tytularni
| Lp. | Biskup                      | Funkcja                                   | Od                   | Do               |
| --- | --------------------------- | ----------------------------------------- | -------------------- | ---------------- |
| 1   | Pedro Claro Meurice Estiu   | biskup pomocniczy Santiago de Cuba (Kuba) | 1 lipca 1967         | 4 lipca 1970     |
| 2   | Domenico De Luca            | nuncjusz apostolski                       | 22 maja 1993         | 16 września 2006 |
| 3   | Francisco Antonio Nieto Súa | biskup pomocniczy Bogoty (Kolumbia)       | 22 października 2008 | 2 lutego 2011    |
| 4   | Ivan Camilleri              | biskup pomocniczy Toronto (Kanada)        | 28 listopada 2020    |                  |